# علویه خانم
علویه خانم (۱۳۲۲) نام داستانی از صادق هدایت، نویسنده ایرانی است. شخصیت اصلی این داستان، علویه خانم، زنی فاحشه است که به قصد زیارت راهی سفر می‌شود. در خلال این سفر علاوه بر ماجراهایی که برای وی پیش می‌آید، بازگشت‌هایی به گذشته وی نیز صورت می‌گیرد. در این داستان نیز صادق هدایت به اعتقادات جاری مردم به دیده شک می‌نگرد.